# Ilha Asuncion
Asuncion é uma ilha das Marianas Setentrionais, sendo a terceira mais a norte do seu arquipélago. A ilha é desabitada. Asuncion situa-se 101 km a noroeste de Agrihan e 37 km a sudeste das ilhas Maug.
Asuncion é uma ilha densamente florestada, de forma aproximadamente elíptica, com um comprimento de 3,3 km e largura de 3 km, para uma área de 7,9 km2. A ilha inteira é um enorme vulcão que se eleva do fundo do oceano até à altitude de 857 m e que entrou em erupção pela última vez em 1906.
O vulcão é assimétrico, com encostas íngremes a nordeste terminando em altas falésias. As encostas de sudoeste são mais suaves e encontram o mar em penhascos baixos. As costas são geralmente rochosas. A vegetação inclui pastagens de Miscanthus floridulus nas encostas superiores, florestas de coqueiro (Cocos nucifera), com algumas árvores de Pandanus e mamão (Carica papaya) nas encostas mais baixas, juntamente com Pisonia nativa.